# Pałac w Werkach
Pałac w Werkach – klasycystyczny pałac w Werkach, północnej dzielnicy administracyjnej Wilna, położony w malowniczym parku na wzgórzu nad Wilią, dzieło wileńskiego architekta Wawrzyńca Gucewicza.

## Początki Werek
Werki zamieszkane były już w czasach pogańskich, o czym świadczą dwa kurhany, niegdyś tutaj się znajdujące (jeden z nich rozkopano w XIX w.). Z czasami tymi wiąże się legenda, związana z początkami Wilna i rodu Radziwiłłów. W okolicy dzisiejszych Werków miała mieszkać piękna niewiasta, w której zakochał się arcykapłan. Nie mógł on jej pojąć za żonę, ale z tego nielegalnego związku wkrótce pojawiło się dziecię. Chcąc nowo narodzonego syna nie skazywać na potępienie już w dniu urodzenia, a także nie ściągać na swoją głowę burzy, kapłan obmyślił postęp. Gdy w tutejsze lasy wybierał się na polowanie książę, umieścił noworodka na drzewie w gnieździe, dokąd zwabiło ono swoim płaczem orszak książęcy. Wypadek ten został uznany za cud (bogowie mieli zesłać w ten sposób następcę kapłana, według jego interpretacji). Książę nakazał więc zająć się jego wychowaniem kapłanowi. Dziecko nazwano Lizdejko – od litewskiego słowa lizda, oznaczającego gniazdo. Także nazwa Werki związana jest z tym wydarzeniem – ma pochodzić od starolitewskiego werkt czyli „płacz”. Sam Lizdejko po śmierci ojca został arcykapłanem, a powszechnie był potem uważany za protoplastę rodu Radziwiłłów. On to miał poradzić księciu Giedyminowi założenie Wilna, tłumacząc mu jego sen o żelaznym wilku.

## Dwór biskupi do XVIII w.
W 1387 król Władysław Jagiełło przekazał Werki nowo powstałemu biskupstwu wileńskiemu. Piękne położenie oraz bliskość siedziby książęcej spowodowały, że wzniesiono tu drewniany pałac otoczony parkiem, który służył biskupom za letnią rezydencję. Dwóch z nich nawet zmarło tutaj: Albrecht Radziwiłł w 1519 i Abraham Woyna w 1649. Ten ostatni gościł tu dwukrotnie króla Władysława IV. Te wizyty świadczą o okazałości pałacu, o którego świetności świadczyć mogły płaskorzeźby Piotra Dankarsa-de-Ry.
W 1658 miała tutaj miejsce bitwa, w której wojska Dołgorukiego pokonały siły polskie hetmana Wincentego Gosiewskiego. Można podejrzewać, że pałac został uszkodzony, ponieważ od tego momentu zaczął popadać w ruinę. Odbudowę przeprowadził biskup wileński Konstanty Kazimierz Brzostowski, który ok. 1700 kazał rozebrać chylący się ku upadkowi dwór poprzedników i na jego miejscu wzniósł pałac barokowy, murowany. Zbudowany był na planie kwadratu i posiadał baszty narożne, przez co często określano go mianem zamku. W 1705 biskup gościł w nim cara Piotra Wielkiego.

## Pałac biskupa Massalskiego

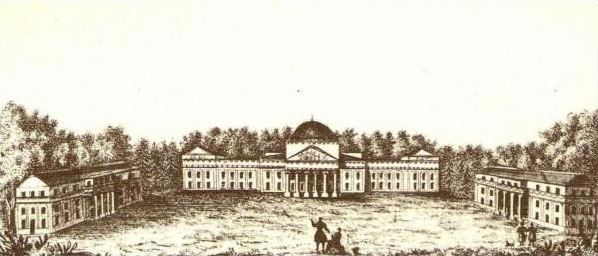
Pałac i oficyny przed wyburzeniem głównego korpusu (1840)

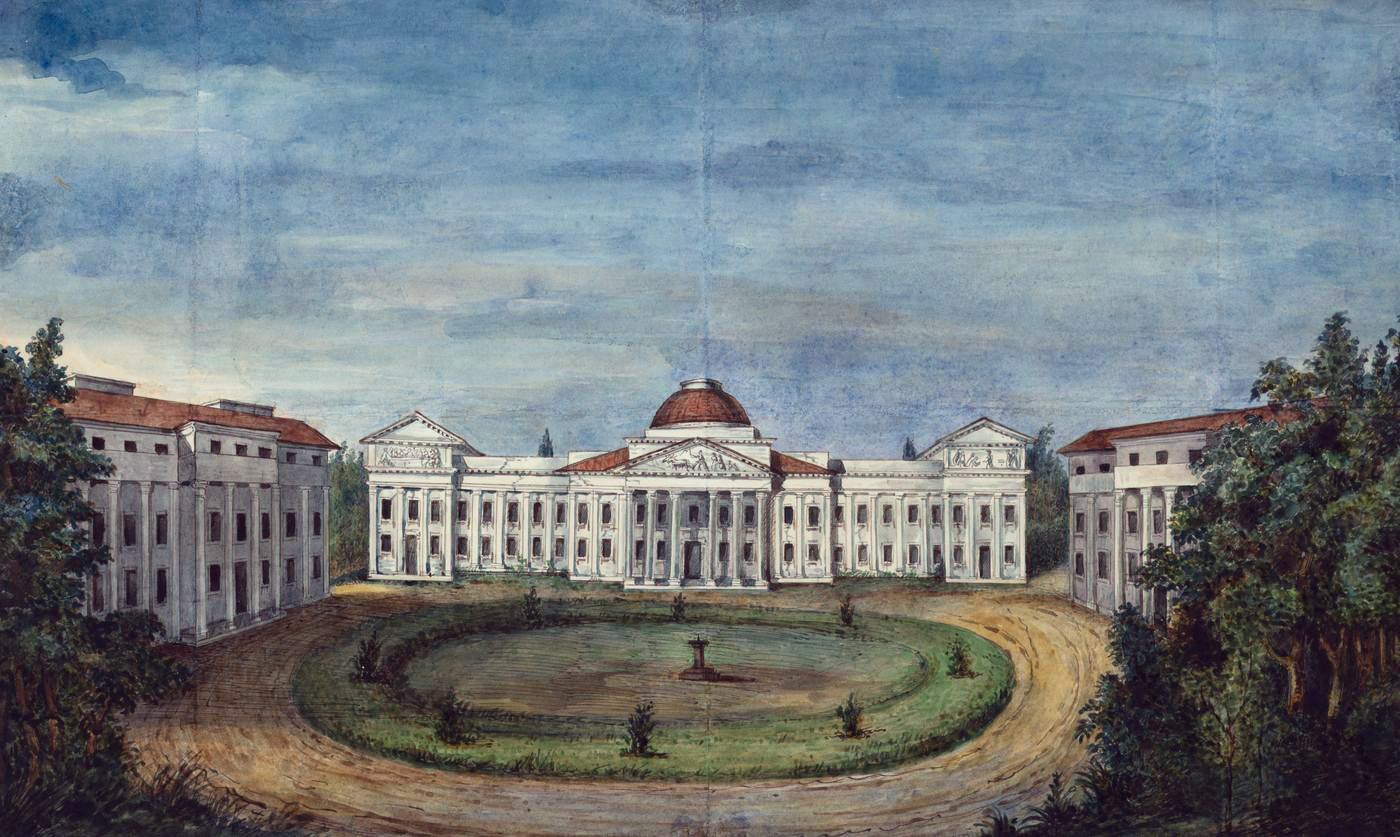
Główny korpus (wyburzony po 1840 r.)

W 1762 biskupem wileńskim został Ignacy Jakub Massalski, postać ówczesnej sceny politycznej, m.in. przewodniczący Komisji Edukacji Narodowej, ale też członek Rady Nieustającej i współautor traktatu rozbiorowego z 1793, powieszony podczas insurekcji kościuszkowskiej. Werki wywarły na nim wielkie wrażenie, w 1779 podpisał umowę z kapitułą wileńską o zamianie dóbr, pozyskując w ten sposób Werki dla siebie i swej rodziny.
Zaraz potem Massalski zadecydował o rozpoczęciu prac nad nową rezydencją. Stary, nienadający się do użytku pałac Brzostowskiego został rozebrany. Prace nad budową nowego pałacu rozpoczęto już w 1780. Początkowo kierował nimi architekt nadworny biskupa Marcin Knackfus, jednak już rok później kierownictwo przejął architekt Wawrzyniec Gucewicz. Nowy architekt zmienił plan budowy. Ostatecznie wybudowano bardzo okazały klasycystyczny pałac z dwiema oficynami i otoczony parkiem. Prace trwały do 1792, ale ostatecznie nie zdołano zrealizować projektu w całości z powodu zawirowań politycznych.
Budynek pałacu był założony na rzucie mocno rozciągniętego prostokąta o długości ok. 85 m, a szerokości ok. 10 m. Miał dwie kondygnacje, a elewacja frontowa odznaczała się trzema ryzalitami, z których środkowy ozdobiony był sześciokolumnowym portykiem jońskim, zamkniętym trójkątnym frontonem. Na polu frontonu znajdował się relief przedstawiający Cyncynata orzącego wołami pole. Płaskorzeźby ze scenami związanymi z pracami rolnymi zdobiły także inne części elewacji, a były dziełem Tommaso Righiego. Wszystkie elewacje były rozczłonkowane pilastrami jońskimi. Górą cały pałac obiegał fryz. Dach położono jedynie na skrzydle prawym (dwuspadowy) oraz na części środkowej (czterospadowy z kopułą) – skrzydła lewego nie wyposażono ani w dach, ani w sufity, ani nawet w okna. Znajdująca się kaplica też najprawdopodobniej nie została wykończona. Głównym pomieszczeniem pałacu miała być sala balowa, znajdująca się na piętrze, bezpośrednio pod kopułą.
Oficyny były również dwukondygnacyjne (choć z mezzaninem). Płytkie portyki miały po cztery kolumny z głowicami jońskimi, zaś wszystkie elewacje były boniowane i dzielone pilastrami. Otwory okienne były ozdobnie obramowane. W przeciwieństwie do pałacu obie oficyny zostały wykończone. Wschodnia została bardzo zbytkownie urządzona i to w niej miał mieszkać Massalski, gdy się tu pojawiał. Meble do niej sprowadzał ze znanych warsztatów paryskich, a także zgromadził tu bogatą kolekcję malarską. Zbiory te udostępniał publiczności, m.in. przy okazji uczt, zbierających elitę Wilna.
Dziełem Gucewicza było również kilkanaście innych budynków rozrzuconych wokół pałacu. Spośród nich dotrwało do naszych czasów tylko kilka, w tym stajnia (bardzo obszerna, dwukondygnacyjna, z sześciokolumnowym portykiem doryckim, wieżyczką i iglicą) oraz dom zwany czasem „małym pałacem”. Z niezachowanych budynków należy wymienić przede wszystkim dawny młyn, wzniesiony u stóp góry pałacowej w postaci otoczonej kolumnadą dorycką świątyni greckiej. Wszystkie te budowle znajdowały się w parku, który Massalski powiększył i uporządkował. Podzielił go na dwie części, tj. Park Górny – klasyczny, na wzór francuski, liczący 57 ha, oraz Park Wielki – prawie dwustuhektarowy, z sadzawkami i ogrodami.

## Losy pałacu w XIX-XX w.

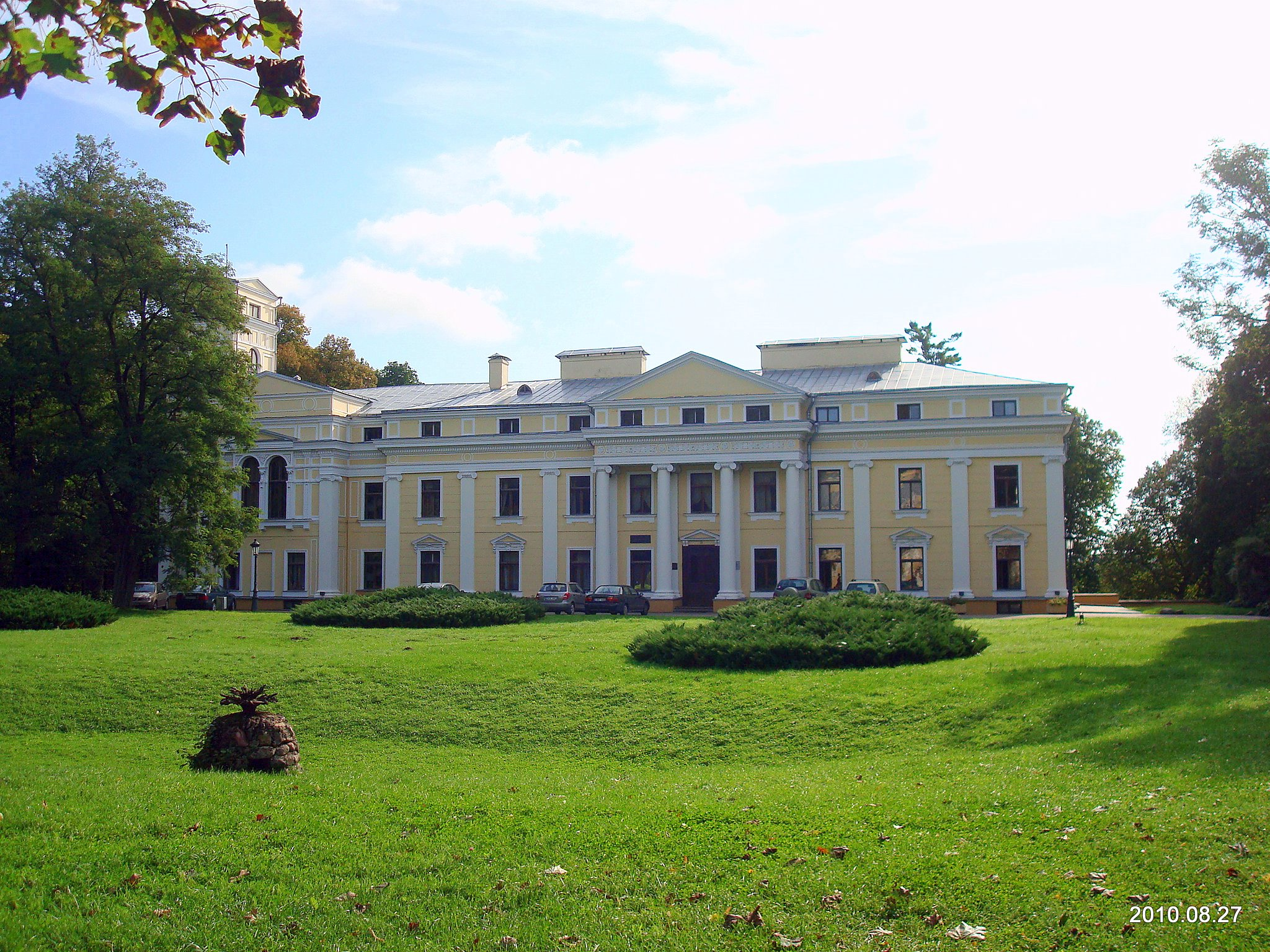
Dawna lewa oficyna, przebudowana w 1842 roku na pałac

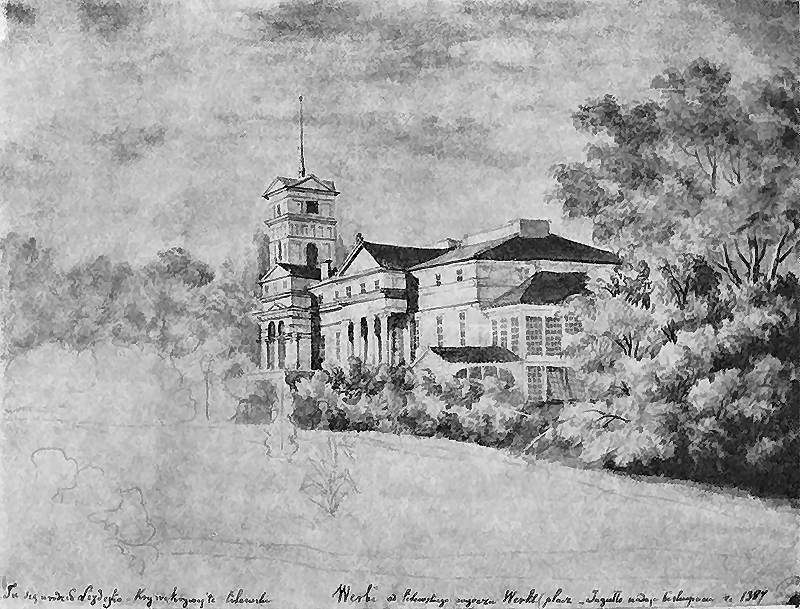
Pałac w Werkach (dawna lewa oficyna). Rysunek Napoleona Ordy z 1877 r.

Massalski zapisał Werki swej bratanicy, Helenie Apolonii Massalskiej, której wychowaniem się zajmował. Ta, bohaterka skandalu obyczajowego (gdy opuściła swego męża księcia Karola Józefa de Ligne i zamieszkała z żonatym hrabią Wincentym Potockim), nie interesowała się Werkami, a Potocki (który ostatecznie ją poślubił) sprzedał je w 1800 marszałkowi szlachty powiatu wileńskiego Stanisławowi Piotrowi Jasieńskiemu. Ten chciał dokończyć budowę pałacu, nie posiadał jednak wystarczających środków. Mieszkał w jednej z oficyn, drugą wynajmował. Do ruiny pałac doprowadzili żołnierze napoleońscy stacjonujący w nim w 1812 (rok później z kolei przetrzymywani tutaj byli jako jeńcy).
Najprawdopodobniej ok. 1840 pałac odkupił od Jasieńskiego książę Ludwik Sayn-Wittgenstein-Sayn. To właśnie on zadecydował właściwie o dzisiejszym stanie tego miejsca. Przede wszystkim nakazał rozebrać zrujnowany budynek pałacu, na którego miejscu założono skwer z altaną. Natomiast na rezydencję przerobiono pod kierownictwem Bernarda Simona w latach 1842–1844 lewą oficynę, przebudowując ją i wspaniale wyposażając wnętrza. Znalazła się tam m.in. zbrojownia z Nieświeża (pierwsza bowiem żona Wittgensteina była córką Dominika Radziwiłła), a także posągi marmurowe i ok. 200 obrazów (m.in. galeria portretów Radziwiłłów, jeden z obrazów Rozkosz Bachusa Rubensa, a także płótna przypisywane Rembrandtowi i Leonardo da Vinci. Do boku lewego dawnej oficyny dobudowano nowe, wysunięte tak do przodu, jak i do tyłu skrzydło z salą balową na pierwszym piętrze, zwieńczone kwadratową wieżyczką. Natomiast do prawej elewacji bocznej dodano dwukondygnacyjny „ogród zimowy”, czyli oranżerię. Na trójkątnym szczycie portyku pojawiła się sztukateria z herbem właściciela. Na sufitach i ścianach wewnątrz znalazły się piękne plafony i freski. Rozbudowana oficyna przybrała charakter willi włoskiej, a cały kompleks ponownie budził wielki podziw odwiedzających. Postawił także książę kilka budynków gospodarczych na terenie parku. Park Górny przerobiono z francuskiego na angielski, a Park Wielki stał się parkiem pejzażowym. Na dziedzińcu pałacu zbudowano fontannę.
W odbudowanej rezydencji za czasów księcia Ludwika Wittgensteina kwitło życie, na podobieństwo czasów Massalskiego. W pałacu wydawano sławne „fety” dla elity wileńskiej i sąsiadów z okolicznych dworów. Książę Wittgenstein zmarł w 1866. Po pewnym czasie pałac ponownie zaczął niszczeć, od przełomu XIX i XX w. wielokrotnie zmieniając właścicieli. Wyposażenie pałacu wyprzedawano, dewastowano też ogród. Po II wojnie światowej pałac znacjonalizowano, a w 1959 przekazano go Akademii Nauk Litewskiej SRR. W latach sześćdziesiątych i siedemdziesiątych pałac i budynki w parku stopniowo odrestaurowano. Dziś znajduje się tu Instytut Botaniki Litewskiej Akademii Nauk, można zwiedzać wnętrza urządzone w stylu XIX-wiecznym, m.in. piękną Wielką Salę. Park liczy dzisiaj zaledwie 36 ha.